# Медико-санітарна допомога
Ме́дико-саніта́рна допомо́га — комплекс цілеспрямованих дій та заходів в системі охорони здоров'я, щодо сприяння поліпшенню здоров'я, підвищення санітарної культури, профілактики захворювань та інвалідності, проведення ранньої діагностики, лікування осіб з гострими і хронічними захворюваннями, реабілітації хворих та інвалідів.
Медико-санітарна допомога, зазвичай, складається з трьох рівнів, наведених нижче.

## Первинна медико-санітарна допомога

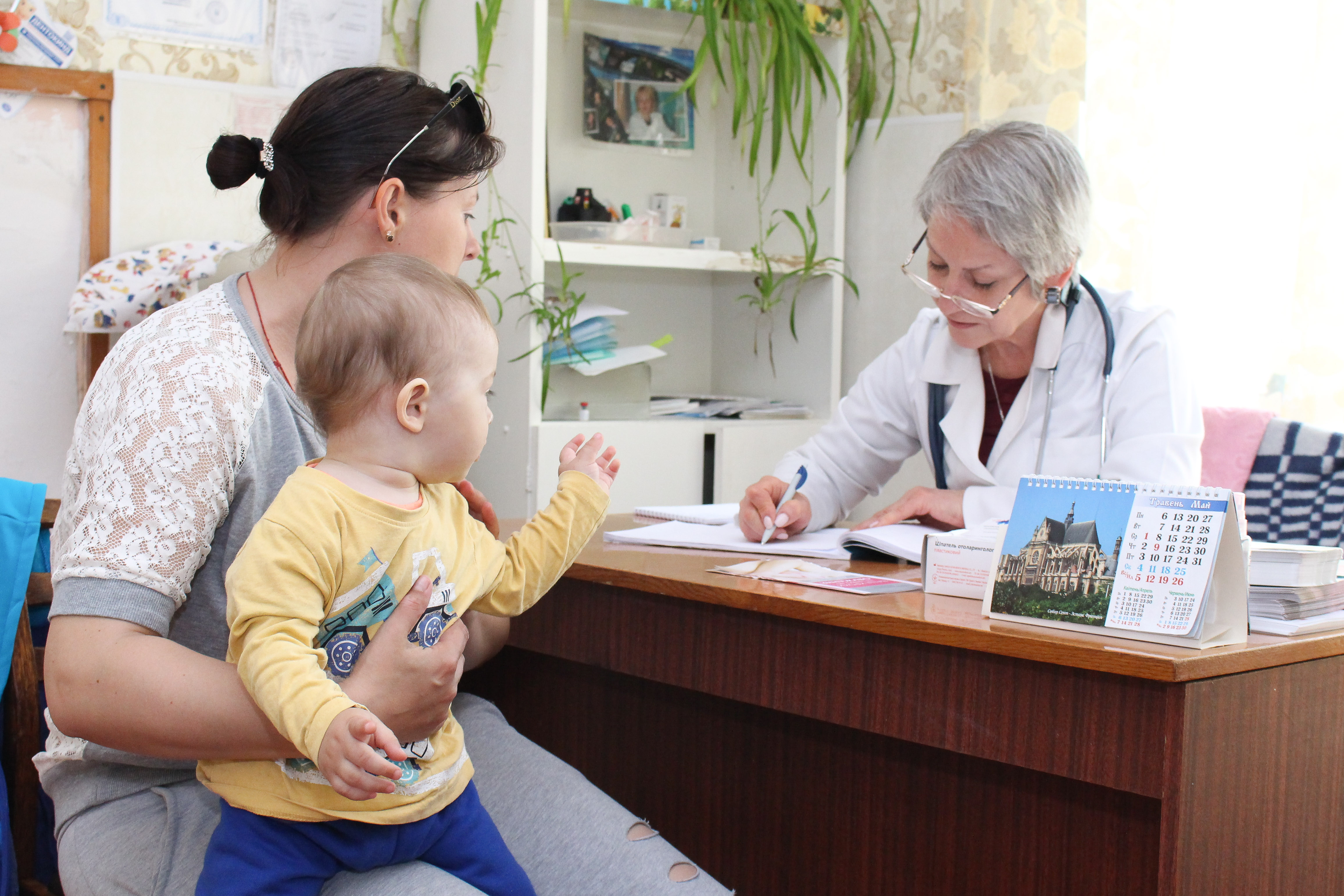
Лікар-педіатр веде обстеження

- Первинна медико-санітарна допомога є основною, найбільш наближеною до населення ланкою медичної допомоги, яка передбачає консультацію лікаря, забезпечує діагностику і лікування найпоширеніших хвороб, травм, отруєнь та інших станів, проведення індивідуальних санітарно-гігієнічних і протиепідемічних заходів, медичної профілактики захворювань, гігієнічного виховання та санітарної просвіти населення, реалізацію прав людини щодо охорони здоров'я дитини, матері та батька, а також направлення пацієнтів на отримання вторинної, третинної медичної допомоги та санаторно-курортного лікування.[1][2][3]
- За умови наявності у пацієнта відповідних медичних показань за направленням, виданим лікарем, подається планова спеціалізована (вторинна) та високоспеціалізована (третинна) медична допомога. Зазначене направлення не є обов'язковим.
- Первинна медико-санітарна допомога подається переважно лікарями загальної практики/сімейними лікарями або дільничними терапевтами і педіатрами.
- Обсяги та порядок подання первинної медико-санітарної допомоги встановлюються центральним органом виконавчої влади в сфері охорони здоров'я.

## Вторинна медична допомога
- Вторинна медична допомога — спеціалізована медична допомога, що подається у разі захворювання, яке потребує спеціальних методів діагностики та лікування.
- Вторинна медична допомога подається в лікарняних і позалікарняних умовах лікарями, які мають відповідну спеціалізацію і можуть забезпечити кваліфікованіше консультування, діагностику, профілактику і лікування, ніж лікарі загальної практики-сімейні лікарі.[4][5][6][7]

## Третинна медична допомога
- Третинна медична допомога — високоспеціалізована (високотехнологічна) медична допомога, що подається у разі складного або тяжкого захворювання, яке потребує особливо складних методів діагностики та лікування.
- Третинна медична допомога подається у спеціально обладнаних закладах охорони здоров'я, переважно стаціонарного типу, високоспеціалізованими фахівцями.[4][5][6][7]

Значення первинної медико-санітарної допомоги було визначено в Алма-Атинській декларації Всесвітньої організації охорони здоров'я (ВООЗ) у 1978 р. За період часу, що минув, багато країн Європейського регіону зміцнили свої служби первинної медико-санітарної допомоги, головним чином, за рахунок надання загальній практиці-сімейній медицині статусу головної медичної спеціальності, "представники якої відповідають за надання медичної допомоги при першому контакті з пацієнтом та подальше спостереження за хворими, а також за питання зміцнення здоров'я та профілактики захворювань" (Декларація ВООЗ, 1978 р.). 
Алма-Атинська декларація ВООЗ 1978 року ініціювала проведення реформ в галузі охорони здоров'я з пріоритетним розвитком первинної медико-санітарної допомоги у багатьох країнах світу, в тому числі і в Україні. 
Врешті-решт, в зміцненні первинної медико-санітарної допомоги на засадах загальної практики/сімейної медицини закладені значні потенційні можливості щодо сприяння збереженню та розвитку системи охорони здоров'я.